# Sebastianópolis do Sul
Sebastianópolis do Sul este un oraș în São Paulo (SP), Brazilia.